# Yokohama Rubber
The Yokohama Rubber Company, Limited  (横浜ゴム株式会社?, Yokohama Gomu Kabushiki-gaisha), o Yokohama, è un'azienda giapponese di pneumatici, quotata presso la borsa di Tokyo (Borsa di Tokyo: 5101 ). 
L'azienda venne fondata nel 1917 a Tokyo. Al 2025 è descritta da Brand Finance come l'ottavo marchio di pneumatici più forte al mondo, con una valutazione AA+.
La gamma di pneumatici prodotti da quest'azienda nipponica soddisfa molti veicoli, spaziando dalle auto utilitarie sino alle auto da competizione, dove gli pneumatici vengono commercializzati con la marca Advan.

## Sponsor e Motorsport

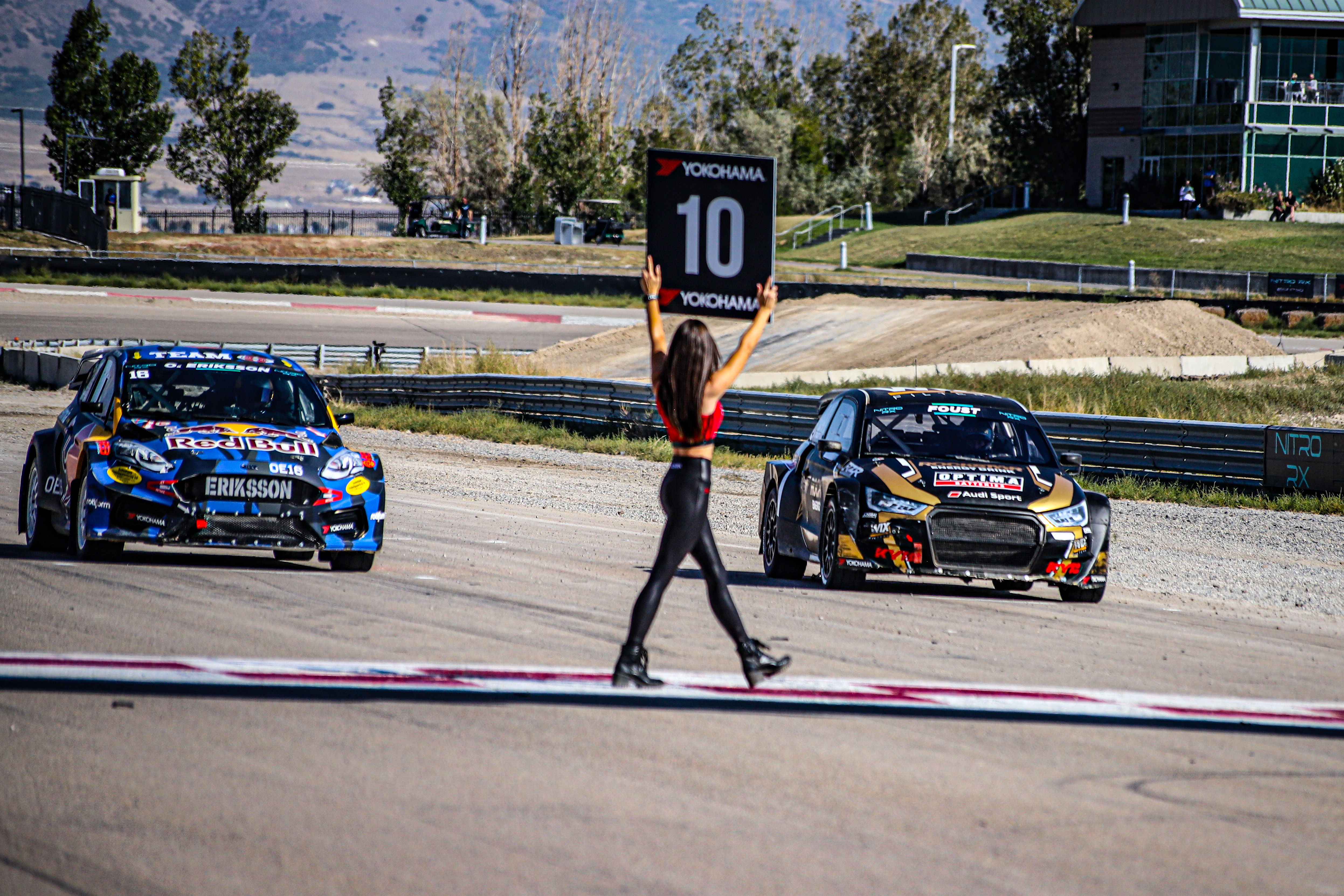
Un esempio di sponsorizzazione di Yokohama nelle corse in un evento Nitro Rallycross.

Yokohama sponsorizza vari campionati automobilistici, fornendo inoltre pneumatici da corsa a:
- WTCC (Campionato Mondiale Turismo), per il quale è fornitore unico dal 2006 e sino al 2012;
- Campionati Turismo e Granturismo nazionali in Europa;
- Campionati rally in Asia e in molti altri paesi;
- Campionato americano IMSA;
- Campionati Formula 3 e Formula 3000.

Inoltre ha sponsorizzato alcune squadre di calcio e pallacanestro:
- Team dell'NBA: Boston Celtics e San Antonio Spurs
- Dal 2015 al 2020 è stato lo sponsor principale del Chelsea, squadra della Premier League.

## Loghi
Il logo Yokohama Rubber è stato esposto per la prima volta sul quotidiano Tokyo Asahi Shimbun nel 1917. L'azienda lo ha utilizzato fino al 1977, quando ha introdotto un logo moderno: come il vecchio logo, quello nuovo è la prima lettera del nome del marchio, ma la lettera stessa è più dinamica ed espressiva. Un logo in stile simile è usato dall'azienda di pneumatici taiwanese Nankang.

Logo dell'azienda Yokohama Tire fino al 1976
Logo dell'azienda Yokohama Tire dal 1977

## Advan

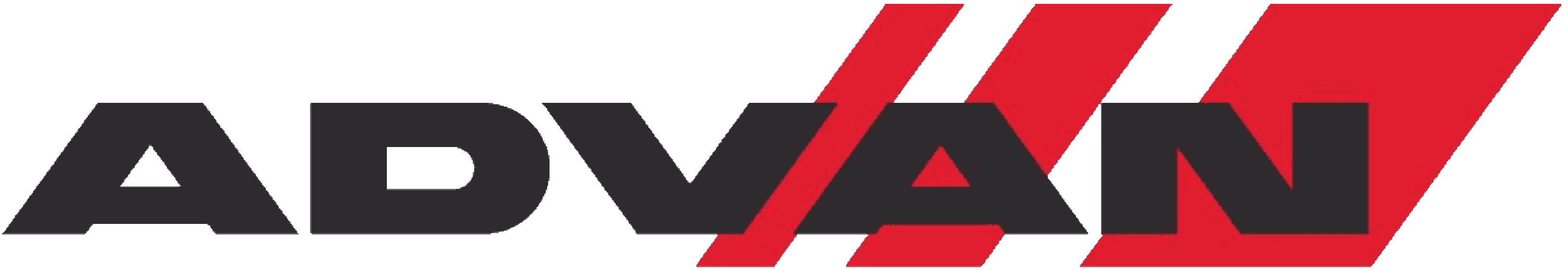

Advan è il marchio dei prodotti di punta dell'azienda, dedicati alle competizioni e alle autovetture stradali più estreme.
Nel 1978 Yokohama presentò il suo nuovo prodotto, lo pneumatico ADVAN-HF, descritto «lo pneumatico con le prestazioni sul bagnato più elevate al mondo». Il prodotto ebbe un notevole successo e ne seguì un'intera serie; divenne così popolare che l'azienda spesso sostituisce il suo nome con il marchio Advan, soprattutto in Giappone.